# Die Neue Sammlung

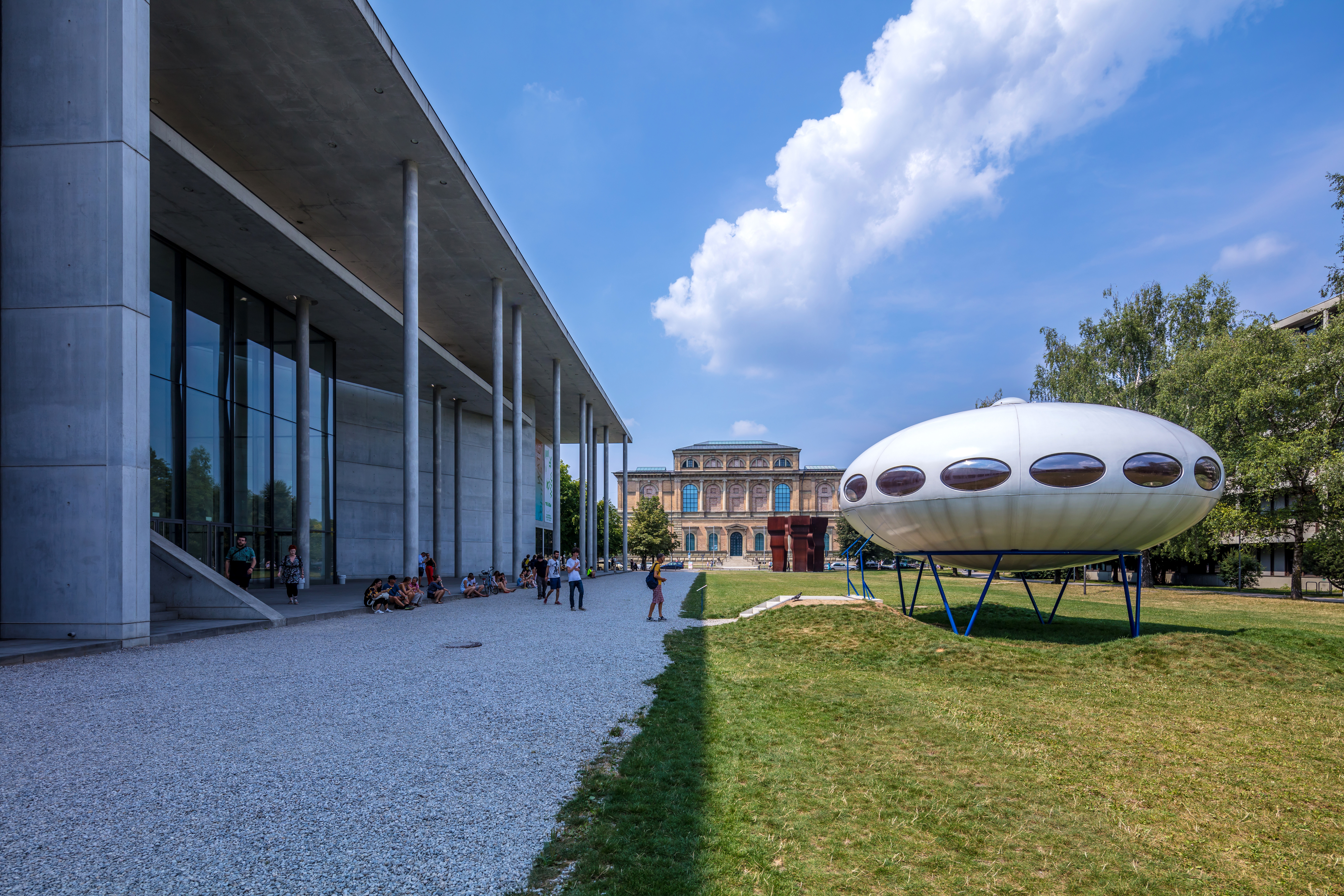
Neue Sammlung links, hinten die Alte Pinakothek

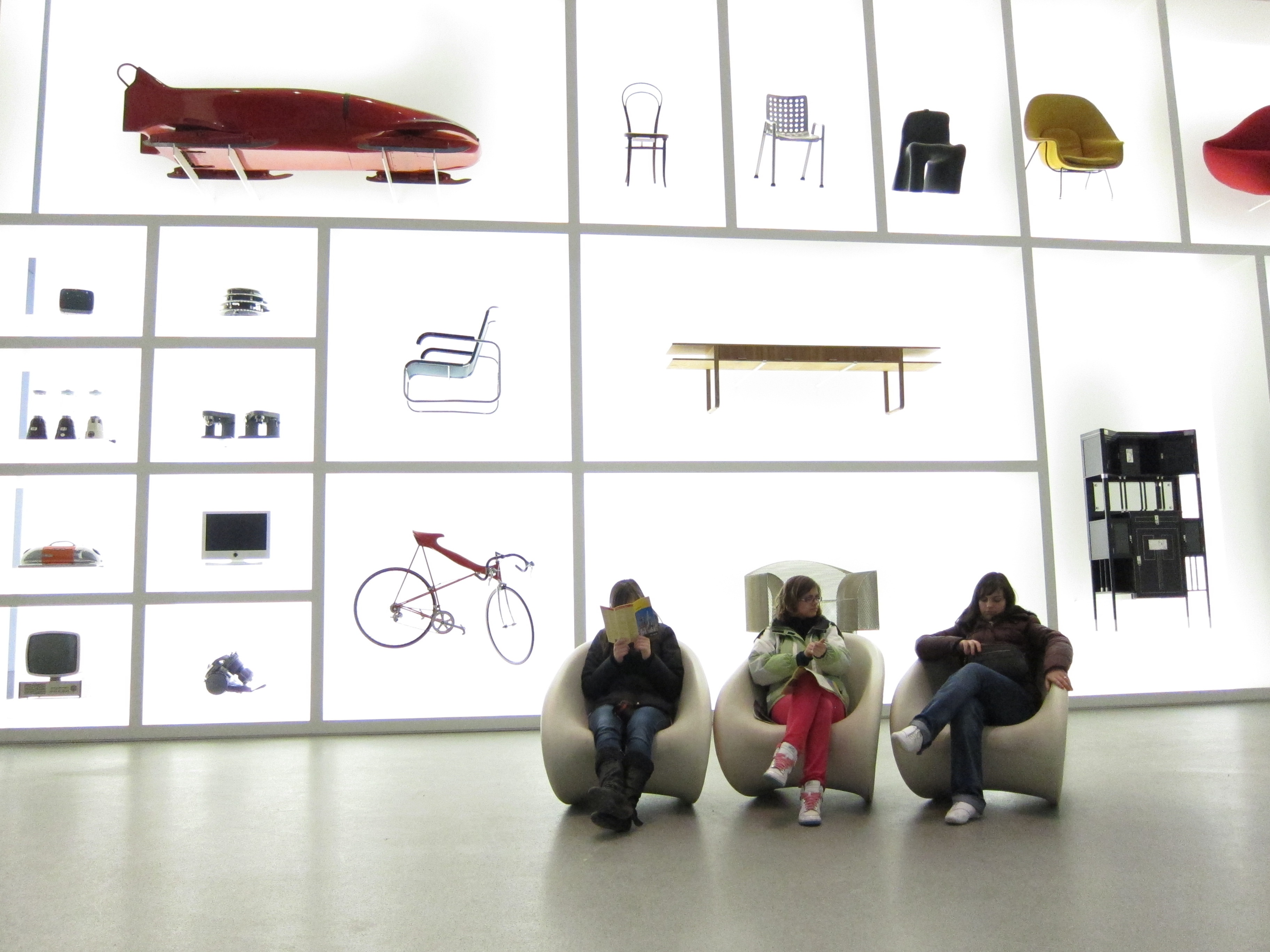
Eingangsbereich

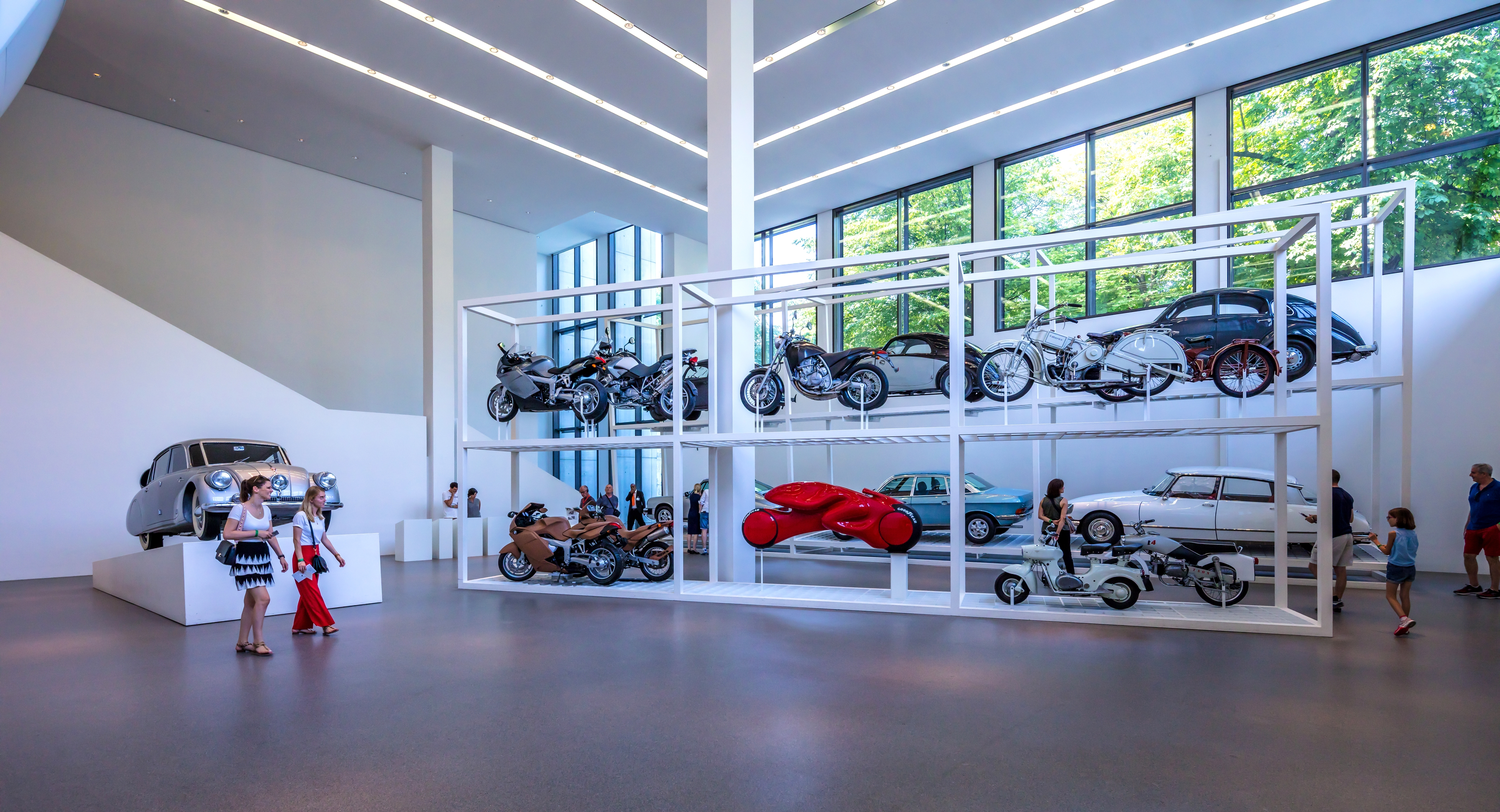
Bereich Fahrzeuge

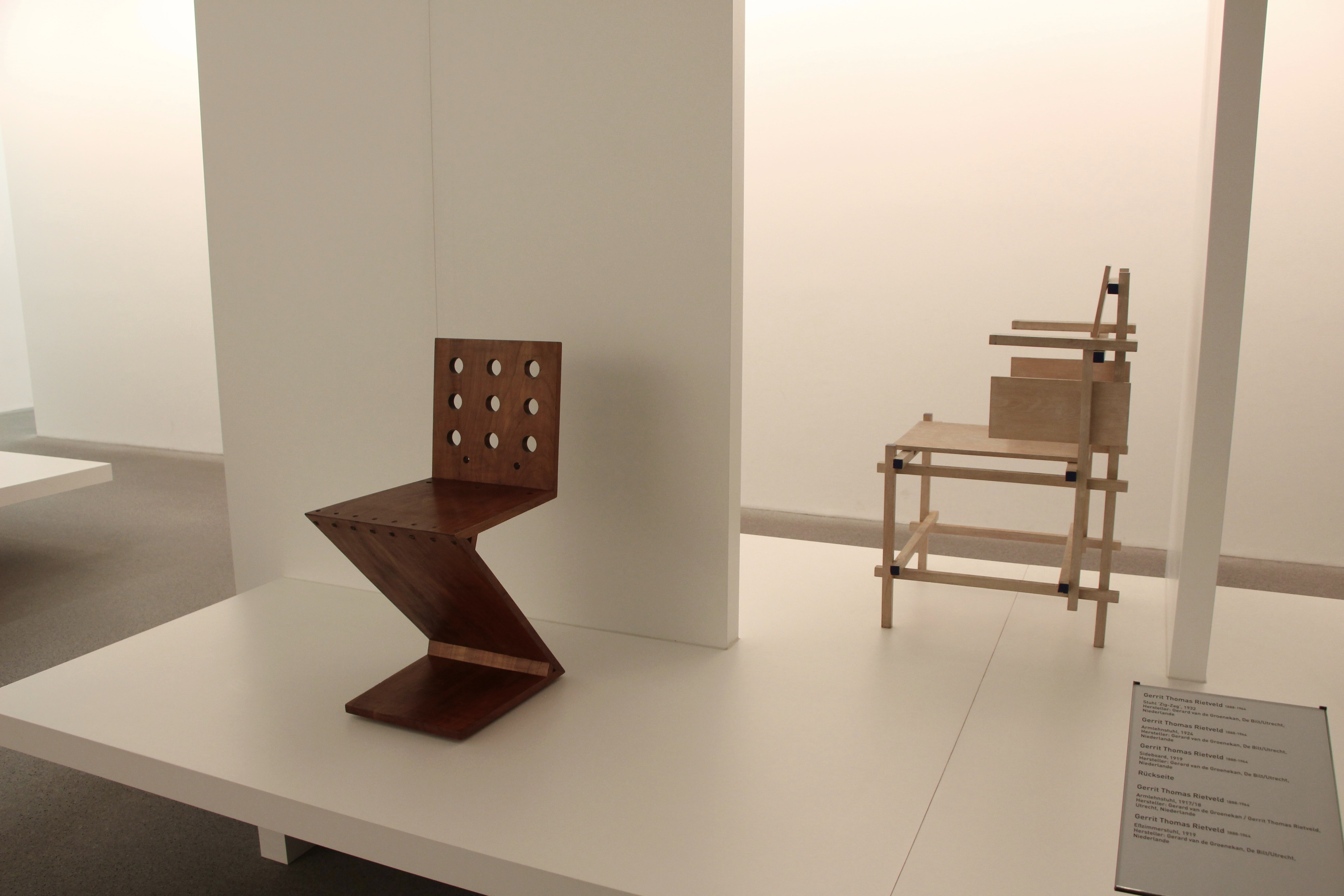
Beispiel ausgestellter Möbelstücke, hier von Gerrit Rietveld (2021)

Die Neue Sammlung im Kunstareal München bewahrt mit rund 120.000 Objekten die größte Designsammlung der Welt und gilt als das erste Designmuseum, lange bevor dieser Begriff geprägt wurde.
Ihre Ausstellungsräume sind ein Bestandteil der Pinakothek der Moderne sowie des Neuen Museums in Nürnberg und des Internationalen Keramik-Museums in Weiden in der Oberpfalz.

## Geschichte
Die Entstehung der Neuen Sammlung ist eng mit der Gründung des Deutschen Werkbundes 1907 in München verflochten. Damals wurde eine Moderne Vorbildersammlung begonnen, die den Grundstock des Museums bildete. 1925 wurde es offiziell als Staatsmuseum des Freistaates Bayern gegründet. Die Neue Sammlung als Eigenname des Museums wird seit 1929 verwendet. Damals zählte das Haus verwaltungstechnisch zum Bayerischen Nationalmuseum, in dessen westlichen Gartentrakt Die Neue Sammlung untergebracht war (1925–2002). Daher taucht verschiedentlich auch die Bezeichnung Abteilung Gewerbekunst auf. Jedoch besaß Die Neue Sammlung stets eigene Direktoren mit Entscheidungshoheit über Ausstellungs- und Sammlungsprogramm – abgesehen von einer Phase während des Nationalsozialismus, als, ab 1934, das nicht konform agierende Haus der Generaldirektion des Bayerischen Nationalmuseums unterstellt wurde. Nach dem Zweiten Weltkrieg erlangte Die Neue Sammlung ihre Selbständigkeit zurück.
Von zukunftweisenden Vorreitern um 1850 über die Pioniere der Moderne bis ins 21. Jahrhundert bewahrt das Museum heute die weltweit umfangreichste Sammlung an Industrial Design und Product Design; dazu kommen Graphic Design und modernes und zeitgenössisches Kunsthandwerk. Die über 20 Sammlungsgebiete umfassen unter anderem Automotive Design/Transportation Design, Computer Culture, gestaltete Alltagsgegenstände aus Kunststoff, Glas und Keramik. Besondere Schwerpunkte sind Design aus Japan und Südkorea, DDR-Design, aber auch Systemdesign oder Aspekte wie Designprozess, Modelle und Prototypen. Fotografie wurde bereits früh – in den 1960er Jahren – als eigenes Sammlungsgebiet erkannt und aufgebaut.
Die internationale Sammlung modernen Künstlerschmucks der Danner-Stiftung erhielt Die Neue Sammlung 1999 als Dauerleihgabe; sie ist seit 2004 in einem eigenen, schatzkammerartigen Raum in der Pinakothek der Moderne ausgestellt.
Heute ist Die Neue Sammlung eines der international führenden Museen im Bereich Design und betreut dieses Thema in der Pinakothek der Moderne, im Neuen Museum in Nürnberg und im Internationalen Keramik-Museum in Weiden.
Die Eröffnung der Pinakothek der Moderne im September 2002 bedeutete für Die Neue Sammlung einen entscheidenden Wendepunkt: Nach rund 75 Jahren in einem als Provisorium gedachten Gebäude, das nur Wechselausstellungen erlaubte, kann dieses Designmuseum nun erstmals eine permanente Ausstellung seiner Bestände zeigen – und dies im Kontext eines disziplinübergreifenden Hauses, in dem Architektur, Kunst und Design unter einem Dach auftreten. Die mit internationalen Auszeichnungen gewürdigte Inszenierung der Sammlung Design folgt der architektonischen Struktur des Gebäudes mit abwechslungsreichen Raumsituationen vom monumentalen Entree unter dem Motto Design Vision über die Raumfolge mit dem historischen Parcours bis zu hohen, zweigeschossigen Räumen, die sich zum Außenbereich bzw. zu den anderen Ebenen im Gebäude öffnen und dem Thema Mobility sowie wechselnden Präsentationen gewidmet sind.

## Galerie
Fotografien kurz nach der Eröffnung

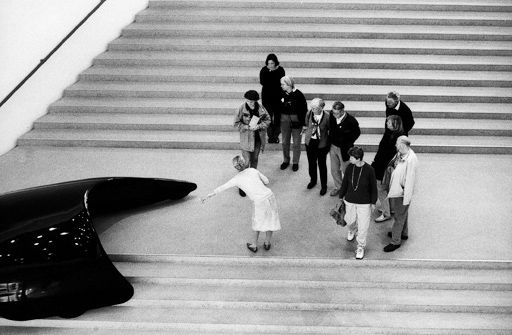
Colani Design auf der Treppe zwischen Rotunde und Neuer Sammlung
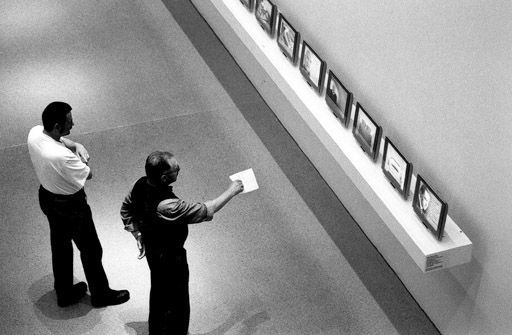
Präsentation von Designklassikern auf Flat screens
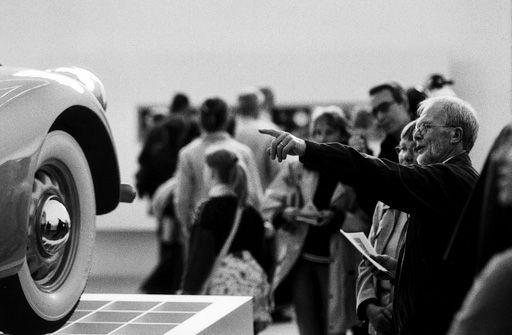
Automobilabteilung
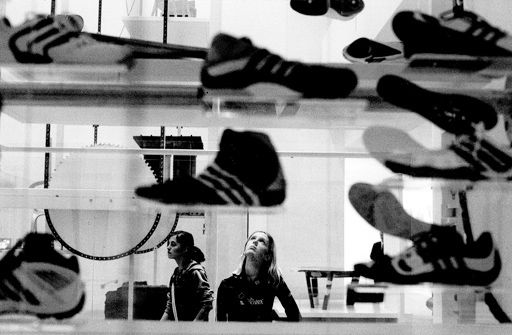
Präsentation von Designklassikern in einem Paternoster

## Direktoren (Auswahl)
- Günther Freiherr von Pechmann,[8] 1925–1929, 1946–1952
- Wolfgang von Wersin, 1929–1934
- Hans Eckstein, 1958–1964
- Wend Fischer, 1965–1979
- Klaus-Jürgen Sembach, kommissarische Leitung 1979–1980[9]
- Hans Wichmann, 1980–1990
- Florian Hufnagl, 1990 bis Januar 2014[10]
- Angelika Nollert, seit Mai 2014

## Sonderausstellungen (Auswahl seit 2001)
- 2021: Gerhard Richter, Zeichnungen[11]
- 2017/2018: Hella Jongerius – München | Hella Jongerius & Louise Schouwenberg – Beyond the New[12]
- 2017: Beate Kuhn – München | Keramiken aus der Sammlung Freiberger[13]
- 2016: München | Murano. Milano. Venezia. Glas[14]
- 2015: München | Konstantin Grcic: The Good, The Bad, The Ugly[15]
- 2015: München | Family Matters. [Nitzan] Cohen, [Florian] Lambl: Designers' Choice
- 2013: Patricia Urquiola – Nürnberg | Patricia Urquiola und Rosenthal. Landscape
- 2012: Stefan Wewerka – München | Querschnitt: Stefan Wewerka
- 2012: Mirko Borsche – München | Unplugged. Bureau Mirko Borsche. Design Works!
- 2011: Donald Judd – München | A Good Chair Is a Good Chair
- 2011: Alessandro Mendini – Nürnberg | Alessandro Mendini – Wunderkammer Design[16]
- 2009: Marcello Morandini – Nürnberg | Prinzip Morandini: Marcello Morandini – Design, Kunst, Architektur[17]
- 2005: Egon Eiermann – Nürnberg | Egon Eiermann – Wegbereiter der Moderne[18]
- 2004: München | Karim Rashid – I want to change the world[19]
- 2003: Nürnberg | Designmuseen der Welt zu Gast[20]
- 2001: Ikkō Tanaka – München | Ikko Tanaka. Graphik Design aus Japan